# Kasteel Leysselbeek

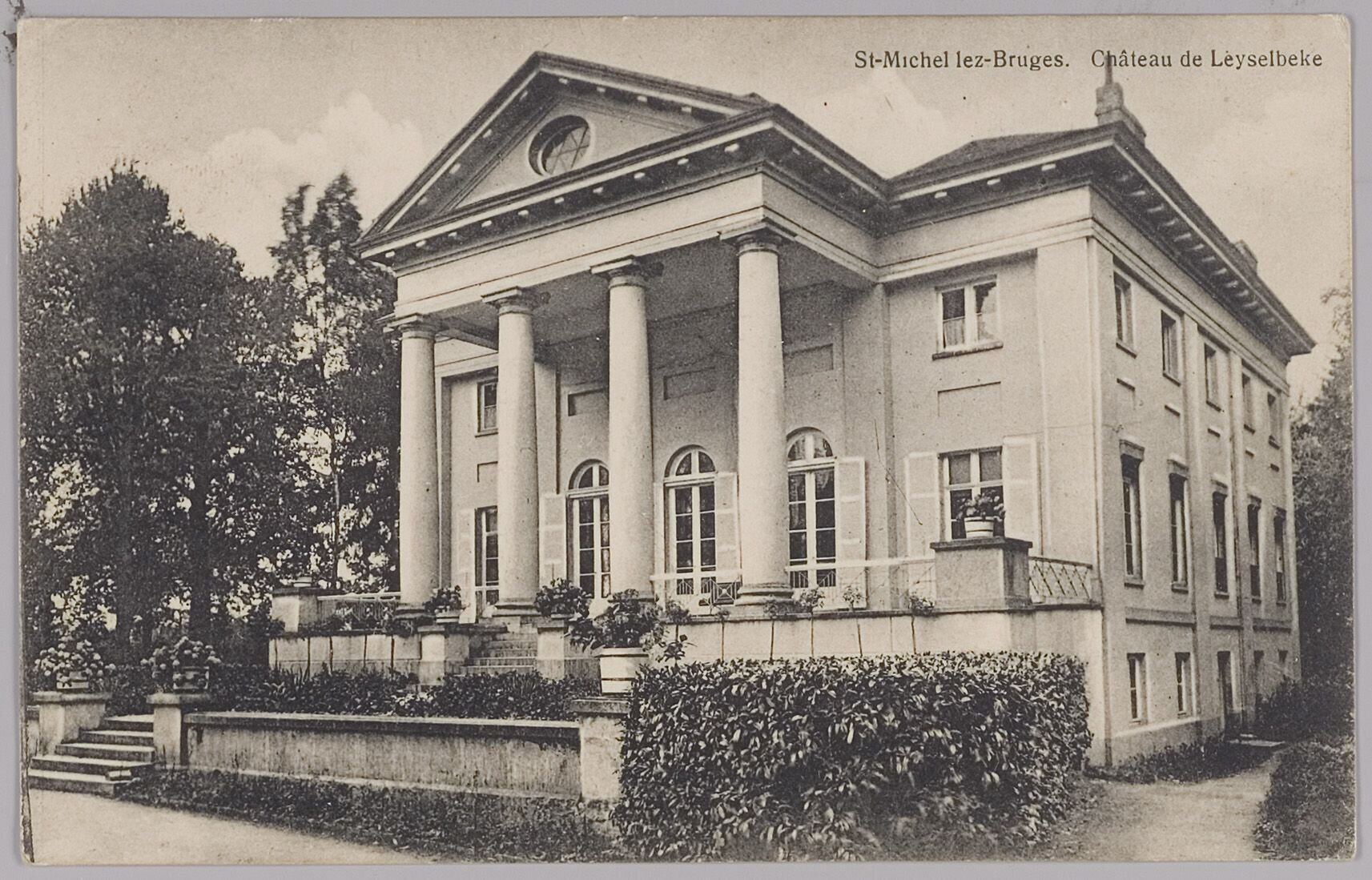
Voorgevel van Kasteel Leysselbeek

Kasteel Leyselebeke is een neoclassicistisch kasteel gelegen in de bocht van de Leyselebeek, ten noorden van de Heidelbergstraat in Sint-Michiels, deelgemeente van Brugge. De naam is afgeleid van de Leysselbeek en werd vroeger ook Leyselbeke genoemd. Het kasteel werd rond 1803 gebouwd door Charles Donny, een inwoner van Brugge, met hergebruikte materialen van de afgebroken Sint-Donaaskathedraal. De architect van het kasteel is niet met zekerheid bekend, maar Jan-Robert Calloigne (1775-1830) of Hubert Dumortier worden als mogelijke ontwerpers genoemd.
Op het primitief kadasterplan van circa 1835 wordt het kasteel weergegeven binnen een parklandschap, gekenmerkt door een ronde vijver en omsloten door een aangeplant lustbos. Het domein omvatte oorspronkelijk ook een hoeve, geordend in een U-vorm rondom een erf met boomgaarden.
Tussen 1845 en 1878 diende het kasteel als een succursale van het Sint-Dominicusgesticht uit Brugge, waarbij het onderdak bood aan patiënten en ouderen en de naam "Rustenburg" aannam. In deze periode werd eveneens een kapel opgericht en werden alle toegangen tot het domein gesloten. Na deze periode kwam het kasteel in bezit van Henri de la Kethulle de Ryhove, die een gedeeltelijke herinrichting van het interieur liet uitvoeren.
In 1936 werd het kasteel aangekocht door de zusters Missionarissen van Onze Lieve Vrouw van Afrika, die het inrichtten als een rust- en herstellingsoord onder de naam "Sint-Godelieve". Architect Firmin Koentges was verantwoordelijk voor de verbouwingswerken, waaronder de transformatie van de grote hal in een kapel, die bijna volledig wit werd geschilderd. In 1994-1995 vond een restauratie van de buitengevels plaats onder leiding van architect Pascal Stroobandt.
Het kasteel is wit geschilderd en vertoont kenmerken van neoclassicistische architectuur, geïnspireerd op het werk van Andrea Palladio. De voorgevel is voorzien van een monumentale portiek met dorische zuilen en een fronton, terwijl de zijgevels worden gekenmerkt door vlakke, onversierde pilasters.
Het grondplan van het kasteel is grotendeels symmetrisch met afwisselend grote ontvangstsalons en intiemere kamers, waaronder twee ronde salonnetjes. Het interieur bevat diverse elementen uit de 19de eeuw, zoals ionische pilasters en een tentzeilbeschildering op het plafond van de grote hal. Een van de ronde salons is volledig beschilderd met imitaties van natuursteen, grotesken en een wolkenhemel.

Het park uit de 19de eeuw omvat een vijver en eeuwenoude bomen, en biedt uitzichten op open grasvelden, waterpartijen en bosjes. Het domein is sinds 1996 in particulier bezit, waarbij een deel van het kasteel wordt uitgebaat als B&B.